# Muriqui (football)
Luiz Guilherme da Conceição Silva, aussi appelé Muriqui, né le 16 juin 1986 à Mangaratiba, est un footballeur brésilien évoluant au poste d'attaquant au Guangzhou Evergrande.

## Palmarès

### Club
Guangzhou Evergrande
- Champion de Chine en 2011, 2012, 2013, 2014 et 2017 avec Guangzhou Evergrande
- Vainqueur de la Coupe de Chine en 2012 avec Guangzhou Evergrande
- Vainqueur de la Supercoupe de Chine en 2012 avec Guangzhou Evergrande
- Vainqueur de la Ligue des champions de l'AFC en 2013 avec Guangzhou Evergrande